# East Quincy (Kalifornija)
East Quincy je naseljeno područje za statističke svrhe u američkoj saveznoj državi Kalifornija. Prema popisu stanovništva iz 2010. u njemu je živjelo 2,489 stanovnika.